# 上丘脑
上丘脑（英文：Epithalamus）是间脑的背部/后部，其它间脑的结构包括丘脑、下丘脑、底丘脑。 上丘脑包括缰核、缰连合、纹状体以及松果体等结构。

## 结构
上丘脑是一个微小结构，包含缰三角 、缰连合、松果體等部分，与边缘系统和基底核相连。拥有感光松果体（颅顶眼）器官的物种，在上丘脑处呈现不对称性（偏向左边）。

## 功能
上丘脑连接边缘系统和脑部的其它部位，与此同时上丘脑也是间脑背部传导系统中的连接点，可将前脑的边缘系统信息传递至中脑的边缘系统。
上丘脑中的松果体可分泌褪黑素等激素，调节生物节律，其它上丘脑所含的结构也负责调控运动神经通路、情绪以及身体的储能。

## 临床
上丘脑功能异常可导致情绪紊乱，甚至导致抑郁症、精神分裂症或者睡眠紊乱（如失眠）。